# لتیسیا کالین
لتیسیا هلنا د کی‌روش کالین (پرتغالی:[leˈtʃisiɐ koˈlĩ] ; متولد ۳۰ دسامبر ۱۹۸۹) که بیشتر با نام لتیسیا کالین شناخته می‌شود بازیگر و خواننده برزیلی است. او در سال ۲۰۲۲، نامزد جایزه بین‌المللی امی در بخش بهترین بازیگر زن شد.

## فیلم‌شناسی

### فیلم
| سال  | عنوان                                                | نقش           |
| ---- | ---------------------------------------------------- | ------------- |
| ۲۰۰۴ | ام شو د ورائو                                        | خواهر فرد     |
| ۲۰۱۰ | بونیتینها، ماس اوردیناریا                            | ماریا سیسیلیا |
| ۲۰۱۱ | امور؟                                                | کارول         |
| ۲۰۱۴ | Não Pare na Pista: A Melhor História de Paulo Coelho | آنا           |
| ۲۰۱۵ | پونته آئریا                                          | آماندا        |
| ۲۰۱۵ | آمور ام سامپا                                        | میبل          |
| ۲۰۱۶ | ام نامورادو برای مینه مولر                           | ماریانا       |
| ۲۰۱۷ | Os Saltimbancos Trapalhões: Rumo a Hollywood         | کارینا        |
| ۲۰۱۷ | Costureira eo Cangaceiro                             | لیندالو       |

### تلویزیون
| سال     | عنوان                    | نقش                           | یادداشت                                                      |
| ------- | ------------------------ | ----------------------------- | ------------------------------------------------------------ |
| ۲۰۰۰–۰۱ | سندی و جونیور            | گلورینا                       | فصل ۱–۲                                                      |
| ۲۰۰۲    | مالهسائو                 | کایلانی رودریگز               |                                                              |
| ۲۰۰۳    | تی وی گلوبینیو           | مجری تلویزیون                 |                                                              |
| ۲۰۰۴    | Histórias de Cama & Mesa | مالو                          |                                                              |
| ۲۰۰۵    | فلوریبلا                 | مارتا دی سوزا (مارتینیا)      | فصل ۱–۲                                                      |
| ۲۰۰۷    | لوز دو سول               | Heloísa Bacelar (هلو)         |                                                              |
| ۲۰۰۸    | چاماس دا ویدا            | ویویان گالوائو فریرا (ویوی)   |                                                              |
| ۲۰۱۰    | تاریخچه استر             | آنا                           |                                                              |
| ۲۰۱۱    | Vidas em Jogo            | جولیانا براندائو              |                                                              |
| ۲۰۱۲    | ترنجبین                  | لیدیا بیرمن                   | قسمت: "A Investigação" {{سخ}} قسمت: "رابین هود د کوپاکابانا" |
| ۲۰۱۳    | Além do Horizonte        | ویتوریا                       |                                                              |
| ۲۰۱۴    | Questão de Família       | لوسیانا                       | قسمت: "Verdades"                                             |
| ۲۰۱۴    | Amor Veríssimo           | شخصیت‌های مختلف                | فصل ۱–۲                                                      |
| ۲۰۱۵    | ست ویداس                 | الیزا د موراس ریبیرو          |                                                              |
| ۲۰۱۵    | یک Regra do Jogo         | پتی                           | قسمت: "۱–۱۰ سپتامبر"                                         |
| ۲۰۱۶    | چاپا کوئنته              | آنجلیکا                       | قسمت: "De Ciumento e Louco Todo Mundo Tem Um Pouco"          |
| ۲۰۱۶    | نادا سرا کومو آنتس       | جولیا آزودو کی روش            |                                                              |
| ۲۰۱۷    | نوو موندو                | ماریا لئوپولدینا از اتریش     | نقش اصلی                                                     |
| ۲۰۱۷    | Vida Secreta dos Casais  | رناتا                         |                                                              |
| ۲۰۱۸    | سگوندو سول               | رزا کامارا                    |                                                              |
| ۲۰۱۸    | Costureira eo Cangaceiro | لیندالو                       |                                                              |
| ۲۰۱۹    | سینما هولیودی            | ماریا مریلین داسیلوا (مریلین) | نقش اصلی                                                     |
| ۲۰۲۱    | Onde Está Meu Coração    | دکتر آماندا ورگیرو میرلس      | نقش اصلی                                                     |
| ۲۰۲۱    | سسائو د تراپیا           | مانو                          | فصل ۵                                                        |
| ۲۰۲۱    | Nos Tempos do Imperador  | ماریا لئوپولدینا از اتریش     | قسمت: "۹ آگوست"                                              |
| ۲۰۲۲    | خواننده نقابدار برزیل    | موتوکیرا                      |                                                              |
| ۲۰۲۲    | توداس در نقش فلورس       | ونسا دا کروز                  | نقش اصلی                                                     |

## صحنه
| سال     | عنوان                               | نقش               |
| ------- | ----------------------------------- | ----------------- |
| ۲۰۰۴    | O Diário de Débora                  | دبورا             |
| ۲۰۰۴    | Adolescente Faz Cada Uma            | شخصیت‌های مختلف    |
| ۲۰۰۷    | Floribella - O Musical              | مارتا             |
| ۲۰۰۹–۱۰ | ای دسپرتار دا پریماورا              | بد                |
| ۲۰۱۰–۱۱ | مو                                  | جین               |
| ۲۰۱۲    | O Menino que Vendia Palavras        |                   |
| ۲۰۱۲–۱۳ | Como Vencer na Vida Sem Fazer Força | رزماری پیلکینگتون |
| ۲۰۱۴    | O Grande Circo Místico - O Musical  | بئاتریز           |
| ۲۰۱۵    | Mas Por Quê? ? ! تاریخچه الویس      | سیسیلیا           |
| ۲۰۱۶    | ای گرانده آمور دامینها ویدا         | ماریا هلنا        |

### اینترنت
| سال  | عنوان       | نقش   | یادداشت      |
| ---- | ----------- | ----- | ------------ |
| ۲۰۱۴ | لی دی مورفی | جوآنا | وب سری Gshow |

### شرکت در کلیپ‌های ویدئویی
| سال  | هنرمند     | ترانه         |
| ---- | ---------- | ------------- |
| ۲۰۱۱ | سیسرو لینز | "تمپو د پیپا" |
| ۲۰۱۲ | سیسرو لینز | پونتو سگو     |

## آهنگشناسی

### آلبوم
| سال  | عنوان                                |
| ---- | ------------------------------------ |
| ۲۰۰۶ | Floribella 2: É pra Você Meu Coração |
| ۲۰۱۰ | O Despertar da Primavera (موسیقی)    |

### تک
| آنو  | عنوان         |
| ---- | ------------- |
| ۲۰۰۶ | دسده که ته وی |

## جوایز و نامزدها
| سال  | جایزه               | دسته‌بندی                                          | نتیجه       |
| ---- | ------------------- | ------------------------------------------------- | ----------- |
| ۲۰۱۱ | جوایز APTR          | بهترین بازیگر نقش مکمل زن                         | نامزد شده   |
| ۲۰۱۷ | ملهورس دو آنو       | بهترین بازیگر زن در تله‌نوولا                      | نامزد شده   |
| ۲۰۱۸ | ملهورس دو آنو       | بهترین بازیگر نقش مکمل زن                         | برنده       |
| ۲۰۱۹ | ملهورس دو آنو       | بهترین بازیگر زن در یک سریال، مینی سریال یا سریال | نامزد شده   |
| ۲۰۲۱ | ملهورس دو آنو       | بهترین بازیگر زن در یک سریال، مینی سریال یا سریال | \|نامزد شده |
| ۲۰۲۱ | جوایز APCA          | Onde Está Meu Coração                             | برنده       |
| ۲۰۲۲ | جوایز بین‌المللی امی |                                                   | نامزد شده   |